# Harold Danko
Harold Danko (* 13. Juni 1947 in Sharon (Pennsylvania)) ist ein amerikanischer Pianist des Modern Jazz.

## Leben und Wirken
Danko, der in Ohio aufwuchs, spielte ab dem fünften Lebensjahr Klavier. Nach dem Studienabschluss an der Youngstown State University ging er zur Armee und spielte in einer Army-Band. Er wurde dann Mitglied von Woody Hermans Thundering Herd und zog nach New York City, wo er mit Chet Baker, Gerry Mulligan und Lee Konitz arbeitete und im Thad Jones/Mel Lewis Orchestra spielte. Er gründete ein eigenes Quartett, mit dem er regelmäßig Alben vorlegte, und arbeitete dort mit Rich Perry, Michael Formanek oder Jeff Hirshfield.
Daneben unterrichtete Danko an der New School, der Manhattan School of Music und der Eastman School of Music, wo er seit 1998 als Professor tätig ist und aktuell (2016) die Abteilung für Jazz und Zeitgenössische Medien leitet. Weiterhin schrieb er eine regelmäßige Kolumne für das Keyboard Magazine und veröffentlichte ein Lehrvideo zum Thema Jazz Keyboard Techniques.

## Diskographische Hinweise
- Mirth Song (Sunnyside, 1982) mit Rufus Reid
- After the Rain (SteepleChase, 1994) solo
- Tidal Breeze (SteepleChase, 1995/96), Stable Mates (SteepleChase, 1997) mit Rich Perry, Scott Holley, Jeff Hirshfield
- Prestigious (SteepleChase, 2001) mit Dave Ballou, Michael Formanek
- Trilix (SteepleChase, 2004)
- Unriched (SteepleChase, 2012) mit Jay Anderson, Jeff Hirshfield

## Lexigraphische Einträge
- Wolf Kampmann (Hrsg.), unter Mitarbeit von Ekkehard Jost: Reclams Jazzlexikon. Reclam, Stuttgart 2003, ISBN 3-15-010528-5.
- Martin Kunzler: Jazz-Lexikon. Band 1: A–L (= rororo-Sachbuch. Bd. 16512). 2. Auflage. Rowohlt, Reinbek bei Hamburg 2004, ISBN 3-499-16512-0.